# Andri Sigþórsson
Pour les articles homonymes, voir Sigþórsson.
Andri Sigþórsson, également orthographié Andri Sigthórsson, né le 25 mars 1977, est un footballeur international islandais.

## Carrière en club
Repéré dans sa jeunesse par le Bayern Munich, il ne s'y fera jamais une place et retournera en Islande, dans son club formateur du KR Reykjavík. Pour sa première saison en professionnel, il dispute 14 matchs et inscrit 14 buts. Ses performances attirent les convoitises de plusieurs clubs du continent, et il est prêté au FSV Zwickau pour 6 mois en 1998 ; il y joue très peu (5 matchs) et n'est pas conservé.
De retour au pays, il gagne deux titres de champion d'Islande (1999, 2000) et finit meilleur buteur du championnat islandais en 2000 avec 14 buts (en 16 matchs). Il remporte également une Coupe d'Islande et une Coupe de la Ligue islandaise. Après un court passage en Autriche, il termine sa carrière à Molde FK en Norvège, carrière avortée en 2004 après de récurrentes blessures.

## Carrière en équipe nationale
Avec l'équipe nationale d'Islande, pour laquelle il marque 2 buts en 7 sélections en 2001 et 2002, Andri Sigþórsson participe activement aux qualifications de la Coupe du monde 2002 en marquant un but.
Ses buts pour l'Islande :
- 15 août 2001 : Islande - Pologne (amical : 1-1), 86e minute.
- 1er septembre 2001 : Islande - République tchèque (qualifications Coupe du monde 2002 : 3-1), 66e minute.

## Palmarès

### En club
KR Reykjavík
- Championnat d'Islande (2) : 1999, 2000
- Coupe d'Islande (1) : 1999
- Coupe de la Ligue islandaise (1) : 1998

### Individuel
- Meilleur buteur du Championnat d'Islande en 2000 (14 buts)